# Заплавне (Волгоградська область)
Заплавне (рос. Заплавное) — село у Ленінському районі Волгоградської області Російської Федерації.
Населення становить 3734 особи. Входить до складу муніципального утворення Заплавненське сільське поселення.

## Історія
Село розташоване у межах українського історичного та культурного регіону Жовтий Клин.
Згідно із законом від 14 лютого 2005 року № 1004-ОД органом місцевого самоврядування є Заплавненське сільське поселення.

## Населення
| 2002 | 2010  |
| ---- | ----- |
| 3685 | ↗3734 |